# Villars-Mendraz

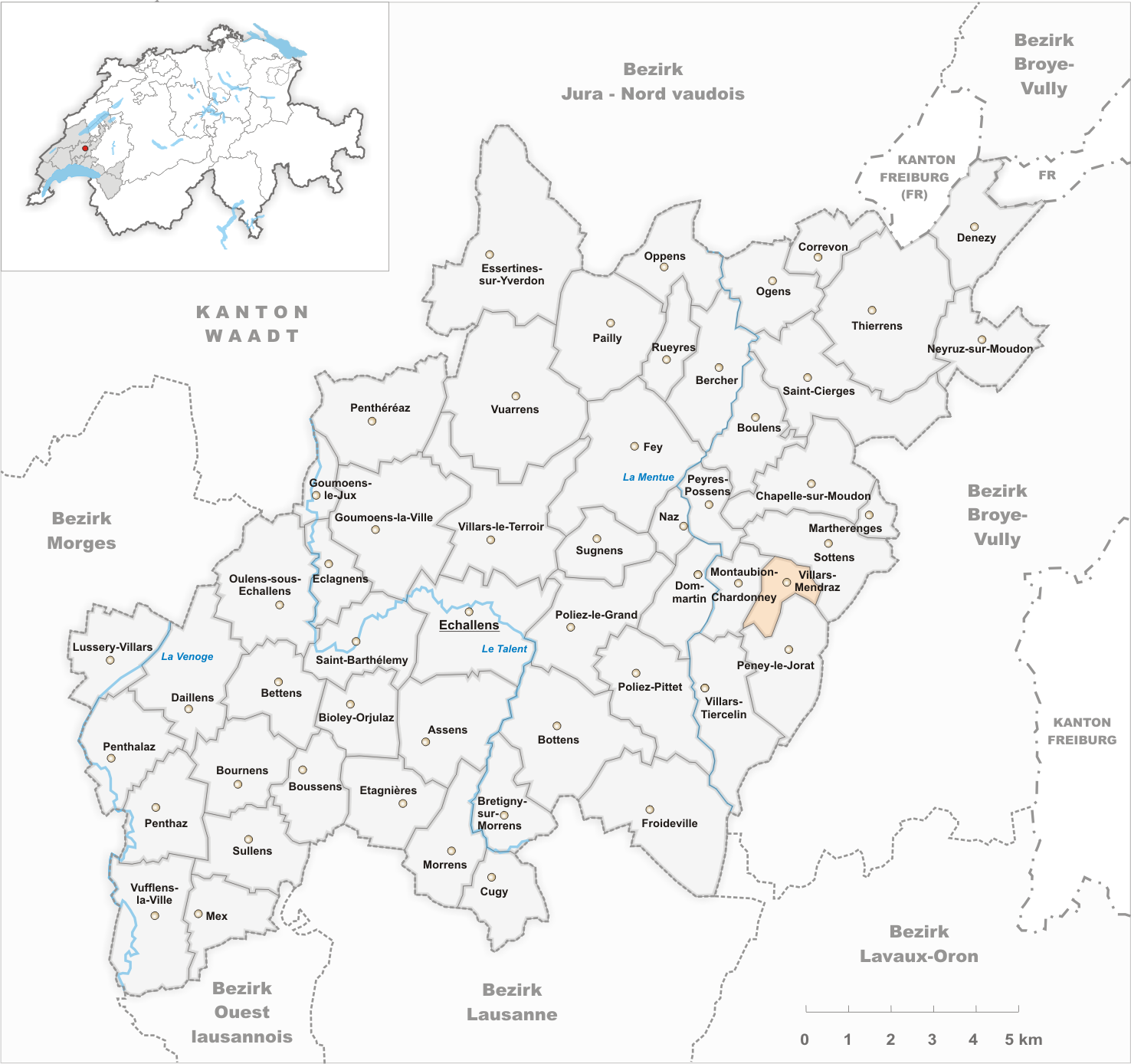
Gemeindestand vor der Fusion am 30. Juni 2011

Villars-Mendraz war eine politische Gemeinde im Distrikt Gros-de-Vaud des Kantons Waadt in der Schweiz. Villars-Mendraz fusionierte am 1. Juli 2011 mit den Gemeinden Montaubion-Chardonney, Peney-le-Jorat, Sottens und Villars-Tiercelin zur neuen Gemeinde Jorat-Menthue.

## Geographie
Villars-Mendraz liegt auf 774 m ü. M., 15 Kilometer nordöstlich der Kantonshauptstadt Lausanne (Luftlinie). Das kleine Haufendorf erstreckt sich am Südrand einer breiten Hochfläche, die nördlich an die Höhen des Jorat anschliesst, im Molassehügelland des Waadtländer Mittellandes.
Die Fläche des 1,6 km² grossen ehemaligen Gemeindegebiets umfasst einen Abschnitt des Hochplateaus zwischen der Mentue und dem mittleren Broyetal. Die südöstliche Grenze verläuft entlang des Baches Ruisseau de Neyrevaux, der in einer kleinen Talniederung fliesst. Die nördlichen und östlichen Gemeindeteile liegen auf der Hochfläche im Quellgebiet der Mérine, eines linken Seitenbachs der Broye. Nach Südwesten erstreckt sich der Gemeindeboden auf die Waldhöhe Les Tailles und erreicht hier mit 851 m ü. M. auf der Nordabdachung des Jorat den höchsten Punkt von Villars-Mendraz. Von der Gemeindefläche entfielen 1997 8 % auf Siedlungen, 18 % auf Wald und Gehölze und 74 % auf Landwirtschaft.
Zur Gemeinde Villars-Mendraz gehörten mehrere Einzelhöfe. Nachbargemeinden von Villars-Mendraz waren Sottens, Peney-le-Jorat und Montaubion-Chardonney.

## Bevölkerung
Mit 193 Einwohnern (Stand 31. Dezember 2010) gehörte Villars-Mendraz zu den kleinen Gemeinden des Kantons Waadt. Von den Bewohnern sind 94,7 % französischsprachig, 3,2 % deutschsprachig und 1,1 % portugiesischsprachig (Stand 2000). Die Bevölkerungszahl von Villars-Mendraz belief sich 1900 auf 137 Einwohner. Danach wurde bis 1970 durch starke Abwanderung eine Abnahme auf 84 Einwohner verzeichnet; seither stieg die Bevölkerungszahl wieder deutlich an.

## Wirtschaft
Villars-Mendraz war bis Mitte des 20. Jahrhunderts ein vorwiegend durch die Landwirtschaft geprägtes Dorf. Noch heute haben der Ackerbau, der Obstbau und die Viehzucht eine wichtige Bedeutung in der Erwerbsstruktur der Bevölkerung. Weitere Arbeitsplätze sind im lokalen Kleingewerbe und im Dienstleistungssektor vorhanden, darunter in einem psychogeriatrischen Heim. Durch die Erstellung von Einfamilienhäusern in den letzten Jahrzehnten hat sich das Dorf auch zu einer Wohngemeinde entwickelt. Einige Erwerbstätige sind deshalb Wegpendler, die in den umliegenden grösseren Ortschaften arbeiten.

## Verkehr
Villars-Mendraz liegt abseits der grösseren Durchgangsstrassen an einer Verbindungsstrasse von Saint-Cierges nach Peney-le-Jorat. Durch die Autobuslinien, die auf den Strecken von Moudon via Villars-Mendraz nach Thierrens und von Thierrens nach Froideville verkehren, ist das Dorf an das Netz des öffentlichen Verkehrs angebunden.

## Geschichte
Die erste urkundliche Erwähnung des Ortes erfolgte 1235 unter dem Namen Vilar Mundri; 1450 erschien die Bezeichnung Villarmendra. Der Ortsname entwickelte sich aus den lateinischen Wörtern villa Munderici (Haus des Munderic).
Auf dem Gemeindegebiet hatten im Mittelalter das Benediktinerpriorat Lutry und die Zisterzienserabtei Haut-Crêt Grundbesitz. Später kam das Dorf an die savoyische Burgvogtei Moudon. Mit der Eroberung der Waadt durch Bern im Jahr 1536 gelangte Villars-Mendraz unter die Verwaltung der Landvogtei Moudon. Nach dem Zusammenbruch des Ancien Régime gehörte das Dorf von 1798 bis 1803 während der Helvetik zum Kanton Léman, der anschliessend mit der Inkraftsetzung der Mediationsverfassung im Kanton Waadt aufging. 1798 wurde es dem Bezirk Moudon zugeteilt.